# 딱따구리 탐정처
딱따구리 탐정처(啄木鳥探偵處, Woodpecker Detective's Office)는 이이 케이가 쓴 1999년 일본 미스터리 소설이다. 라이덴 필름이 각색한 애니메이션 TV 시리즈는 2020년 4월부터 6월 사이에 방영되었다.

## 구성
이 소설은 메이지 시대를 배경으로 하고 있으며, 시인 이시카와 다쿠보쿠와 언어학자 긴다이치 쿄스케의 소설화된 버전을 따르다. 이시카와는 사립탐정이다. 둘 다 료운카쿠 초고층 빌딩에 유령이 출몰하는 것으로 추정되는 것을 조사한다.